# Kolešov
Kolešov település Csehországban, Rakovníki járásban. Kolešov Petrohrad, Kryry és Hořovičky településekkel határos. Lakosainak száma 147 fő (2024. január 1.).

## Népesség
A település lakosságának változását az alábbi diagram mutatja:
| Lakosok száma | 334  | 326  | 343  | 153  | 152  | 128  | 156  | 163  | 135  | 147  |
|               | 1869 | 1900 | 1921 | 1961 | 1980 | 2011 | 2016 | 2019 | 2021 | 2024 |